# Hans Eugster
Hans Eugster (ur. 27 marca 1929 w Heiden, zm. 12 listopada 1956 w Lucernie) – gimnastyk szwajcarski, mistrz olimpijski, mistrz świata.
Sięgnął po trzy medale na igrzyskach olimpijskich w Helsinkach w 1952 - złoto w ćwiczeniach na poręczach, srebro w wieloboju drużynowym, brąz w ćwiczeniach na kółkach. Był również mistrzem świata w ćwiczeniach na poręczach i wieloboju drużynowym w 1950 (ponadto brąz w ćwiczeniach na kółkach), w 1954 zdobył brązowe medale w ćwiczeniach na poręczach i wieloboju drużynowym.